# Wade Carpenter
Wade Carpenter (* 6. Februar 1973 in Douglasville, Georgia) ist ein US-amerikanischer Schauspieler.

## Leben
Carpenter besuchte das Truett-McConnell College in Georgia, verließ es jedoch, um Schauspieler zu werden. Mit nur 200 Dollar fuhr er nach Los Angeles, wo er von einem Agenten entdeckt wurde.
Sein Debüt als Schauspieler gab Carpenter 1998 in der Serie Eine himmlische Familie, in der er bis 2001 in insgesamt zehn Folgen zu sehen war. 1999 war er in zwei Folgen von Providence zu sehen.

## Filmografie
- 1998–2001: Eine himmlische Familie (7th Heaven) als Jordan
- 1999: Dirty Merchant als Johnny Decay
- 1999: Providence (Providence) als Kinderstar
- 2001: Class Warfare als Jason Beckham